# Liste des anciennes communes de la Somme
Cette page a pour objectif de retracer toutes les modifications communales dans le département de la Somme : les anciennes communes qui ont existé depuis la Révolution française, ainsi que les créations, les modifications officielles de nom, ainsi que les échanges de territoires entre communes.
Comme dans toute la Picardie, le département a été, dès la Révolution, composé d'un maillage communal fin : le nombre de communes était proche de 1000 en 1800. Très vite, le nombre va se réduire, certaines communes n'auront connu qu'une existence éphémère de quelques années voire moins. En 1800, leur nombre est déjà descendu à 850. Ce nombre va rester quasiment figé durant plus d'un siècle avant qu'un timide mouvement de fusions ne réapparaisse avant même la loi Marcellin dans les années 1970, qui ne va pas susciter un engouement modéré, un mouvement entamé même avant cette loi, dès les années 1960, notamment autour des petites villes comme Péronne ou Ham. Une association relativement importante en nombre verra le jour autour de Hornoy-le-Bourg. La loi NOTRe en 2010 ne va pas donner un réel élan aux regroupements communaux : 8 communes nouvelles seulement vont voir le jour. Ainsi entre 1960 et aujourd'hui passe-t-on de 833 à 771 communes (au 1er janvier 2025).
Il convient de noter que quelques communes sont nées au cours de ces 2 siècles, par exemple en zone littorale, à l'image de Fort-Mahon.
Enfin, 2 communes ont intégré le département voisin du Pas-de-Calais dans les années 1970.

## Transfert vers un autre département
| Département d'origine | Département de rattachement | Communes concernées                                                      | Date (et nature) de la décision |
| --------------------- | --------------------------- | ------------------------------------------------------------------------ | ------------------------------- |
| SOMME                 | PAS-DE-CALAIS               | Beauvoir-Rivière (pour fusionner avec la commune de Wavans-sur-l'Authie) | 14 décembre 1973 (Décret)       |
| SOMME                 | PAS-DE-CALAIS               | Ytres                                                                    | 23 novembre 1970 (Décret)       |

## Fusions
| Nom de la nouvelle commune | Communes réunies                              | Régime                                                         | Date (et nature) de la décision                     | Date d'effet                                        |
| -------------------------- | --------------------------------------------- | -------------------------------------------------------------- | --------------------------------------------------- | --------------------------------------------------- |
| Bussus-lès-Yaucourt        | Bussus-Bussuel                                | commune nouvelle (avec communes déléguées)                     | 24 septembre 2024 (Arrêté)                          | 1er janvier 2025                                    |
| Bussus-lès-Yaucourt        | Yaucourt-Bussus                               | commune nouvelle (avec communes déléguées)                     | 24 septembre 2024 (Arrêté)                          | 1er janvier 2025                                    |
| Hombleux                   | Hombleux                                      | commune nouvelle (SANS communes déléguées)                     | 7 décembre 2018 (Arrêté)                            | 1er janvier 2019                                    |
| Hombleux                   | Grécourt                                      | commune nouvelle (SANS communes déléguées)                     | 7 décembre 2018 (Arrêté)                            | 1er janvier 2019                                    |
| Ô-de-Selle                 | Lœuilly                                       | commune nouvelle (avec communes déléguées)                     | 7 décembre 2018 (Arrêté)                            | 1er janvier 2019                                    |
| Ô-de-Selle                 | Neuville-lès-Lœuilly                          | commune nouvelle (avec communes déléguées)                     | 7 décembre 2018 (Arrêté)                            | 1er janvier 2019                                    |
| Ô-de-Selle                 | Tilloy-lès-Conty                              | commune nouvelle (avec communes déléguées)                     | 7 décembre 2018 (Arrêté)                            | 1er janvier 2019                                    |
| Trois-Rivières             | Pierrepont-sur-Avre                           | commune nouvelle (SANS communes déléguées depuis le 18-5-2020) | 12 novembre 2018 (Arrêté)                           | 1er janvier 2019                                    |
| Trois-Rivières             | Contoire                                      | commune nouvelle (SANS communes déléguées depuis le 18-5-2020) | 12 novembre 2018 (Arrêté)                           | 1er janvier 2019                                    |
| Trois-Rivières             | Hargicourt                                    | commune nouvelle (SANS communes déléguées depuis le 18-5-2020) | 12 novembre 2018 (Arrêté)                           | 1er janvier 2019                                    |
| Carnoy-Mametz              | Mametz                                        | commune nouvelle (avec communes déléguées)                     | 26 octobre 2018 (Arrêté)                            | 1er janvier 2019                                    |
| Carnoy-Mametz              | Carnoy                                        | commune nouvelle (avec communes déléguées)                     | 26 octobre 2018 (Arrêté)                            | 1er janvier 2019                                    |
| Marchélepot-Misery         | Marchélepot                                   | commune nouvelle (avec communes déléguées)                     | 28 septembre 2018 (Arrêté)                          | 1er janvier 2019                                    |
| Marchélepot-Misery         | Misery                                        | commune nouvelle (avec communes déléguées)                     | 28 septembre 2018 (Arrêté)                          | 1er janvier 2019                                    |
| Étinehem-Méricourt         | Étinehem                                      | commune nouvelle (avec communes déléguées)                     | 11 juillet 2016 (Arrêté)                            | 1er janvier 2017                                    |
| Étinehem-Méricourt         | Méricourt-sur-Somme                           | commune nouvelle (avec communes déléguées)                     | 11 juillet 2016 (Arrêté)                            | 1er janvier 2017                                    |
| Hypercourt                 | Pertain                                       | commune nouvelle (avec communes déléguées)                     | 25 mai 2016 (Arrêté)                                | 1er janvier 2017                                    |
| Hypercourt                 | Hyencourt-le-Grand                            | commune nouvelle (avec communes déléguées)                     | 25 mai 2016 (Arrêté)                                | 1er janvier 2017                                    |
| Hypercourt                 | Omiécourt                                     | commune nouvelle (avec communes déléguées)                     | 25 mai 2016 (Arrêté)                                | 1er janvier 2017                                    |
| Frohen-sur-Authie          | Frohen-le-Grand                               | fusion simple                                                  | 29 décembre 2006 (Arrêté)                           | 1er janvier 2007                                    |
| Frohen-sur-Authie          | Frohen-le-Petit                               | fusion simple                                                  | 29 décembre 2006 (Arrêté)                           | 1er janvier 2007                                    |
| Bernaville                 | Bernaville                                    | fusion simple                                                  | 19 décembre 1984 (Arrêté)                           | 1er janvier 1985                                    |
| Bernaville                 | Vacquerie                                     | fusion simple                                                  | 19 décembre 1984 (Arrêté)                           | 1er janvier 1985                                    |
| Fieffes-Montrelet          | Montrelet                                     | fusion association (fusion simple depuis le 1-6-2010)          | 5 novembre 1974 (Arrêté)                            | 1er janvier 1975                                    |
| Fieffes-Montrelet          | Fieffes                                       | fusion association (fusion simple depuis le 1-6-2010)          | 5 novembre 1974 (Arrêté)                            | 1er janvier 1975                                    |
| Poix-de-Picardie           | Poix-de-Picardie                              | fusion association                                             | 1er avril 1974 (Arrêté)                             | 1er avril 1974                                      |
| Poix-de-Picardie           | Lahaye-Saint-Romain                           | fusion association                                             | 1er avril 1974 (Arrêté)                             | 1er avril 1974                                      |
| Lamotte-Warfusée           | Lamotte-en-Santerre                           | fusion simple                                                  | 21 décembre 1973 (Arrêté)                           | 1er janvier 1974                                    |
| Lamotte-Warfusée           | Warfusée-Abancourt                            | fusion simple                                                  | 21 décembre 1973 (Arrêté)                           | 1er janvier 1974                                    |
| Conty                      | Conty                                         | fusion association                                             | 5 juin 1973 (Arrêté)                                | 1er juillet 1973                                    |
| Conty                      | Wailly                                        | fusion association                                             | 5 juin 1973 (Arrêté)                                | 1er juillet 1973                                    |
| Curchy                     | Curchy-Dreslincourt                           | fusion simple                                                  | 29 décembre 1972 (Arrêté)                           | 1er janvier 1973                                    |
| Curchy                     | Manicourt                                     | fusion simple                                                  | 29 décembre 1972 (Arrêté)                           | 1er janvier 1973                                    |
| Namps-Maisnil              | Namps-au-Val                                  | fusion association                                             | 28 décembre 1972 (Arrêté)                           | 28 décembre 1972                                    |
| Namps-Maisnil              | Namps-au-Mont                                 | fusion association                                             | 28 décembre 1972 (Arrêté)                           | 28 décembre 1972                                    |
| Namps-Maisnil              | Rumaisnil                                     | fusion association                                             | 28 décembre 1972 (Arrêté)                           | 28 décembre 1972                                    |
| Namps-Maisnil              | Taisnil                                       | fusion association                                             | 28 décembre 1972 (Arrêté)                           | 28 décembre 1972                                    |
| Estrées-Mons               | Mons-en-Chaussée                              | fusion association                                             | 20 novembre 1972 (Arrêté)                           | 1er janvier 1973                                    |
| Estrées-Mons               | Estrées-en-Chaussée                           | fusion association                                             | 20 novembre 1972 (Arrêté)                           | 1er janvier 1973                                    |
| Saint-Germain-sur-Bresle   | Saint-Germain-sur-Bresle                      | fusion association                                             | 26 octobre 1972 (Arrêté)                            | 1er janvier 1973                                    |
| Saint-Germain-sur-Bresle   | Guémicourt                                    | fusion association                                             | 26 octobre 1972 (Arrêté)                            | 1er janvier 1973                                    |
| Équennes-Éramecourt        | Équennes                                      | fusion simple                                                  | 13 octobre 1972 (Arrêté)                            | 1er janvier 1973                                    |
| Équennes-Éramecourt        | Éramecourt                                    | fusion simple                                                  | 13 octobre 1972 (Arrêté)                            | 1er janvier 1973                                    |
| Crécy-en-Ponthieu          | Crécy-en-Ponthieu                             | fusion association                                             | 2 octobre 1972 (Arrêté)                             | 1er janvier 1973                                    |
| Crécy-en-Ponthieu          | Marcheville                                   | fusion association                                             | 2 octobre 1972 (Arrêté)                             | 1er janvier 1973                                    |
| Hescamps                   | Hescamps-Saint-Clair                          | fusion association                                             | 2 octobre 1972 (Arrêté)                             | 1er novembre 1972                                   |
| Hescamps                   | Agnières                                      | fusion association                                             | 2 octobre 1972 (Arrêté)                             | 1er novembre 1972                                   |
| Hescamps                   | Frettemolle                                   | fusion association                                             | 2 octobre 1972 (Arrêté)                             | 1er novembre 1972                                   |
| Hescamps                   | Souplicourt                                   | fusion association                                             | 2 octobre 1972 (Arrêté)                             | 1er novembre 1972                                   |
| Piennes-Onvillers          | Piennes                                       | fusion association                                             | 29 septembre 1972 (Arrêté)                          | 1er octobre 1972                                    |
| Piennes-Onvillers          | Onvillers                                     | fusion association                                             | 29 septembre 1972 (Arrêté)                          | 1er octobre 1972                                    |
| Airaines                   | Airaines                                      | fusion simple                                                  | 26 septembre 1972 (Arrêté)                          | 1er octobre 1972                                    |
| Airaines                   | Dreuil-Hamel                                  | fusion simple                                                  | 26 septembre 1972 (Arrêté)                          | 1er octobre 1972                                    |
| Crouy-Saint-Pierre         | Crouy                                         | fusion association (fusion simple depuis le 1-1-2025)          | 21 septembre 1972 (Arrêté)                          | 1er octobre 1972                                    |
| Crouy-Saint-Pierre         | Saint-Pierre-à-Gouy                           | fusion association (fusion simple depuis le 1-1-2025)          | 21 septembre 1972 (Arrêté)                          | 1er octobre 1972                                    |
| Domléger-Longvillers       | Domléger                                      | fusion association                                             | 24 août 1972 (Arrêté)                               | 1er octobre 1972                                    |
| Domléger-Longvillers       | Longvillers                                   | fusion association                                             | 24 août 1972 (Arrêté)                               | 1er octobre 1972                                    |
| Hallencourt                | Hallencourt                                   | fusion association                                             | 24 août 1972 (Arrêté)                               | 1er octobre 1972                                    |
| Hallencourt                | Hocquincourt                                  | fusion association                                             | 24 août 1972 (Arrêté)                               | 1er octobre 1972                                    |
| Hallencourt                | Wanel                                         | fusion association                                             | 24 août 1972 (Arrêté)                               | 1er octobre 1972                                    |
| Molliens-Dreuil            | Molliens-Vidame                               | fusion association                                             | 19 juillet 1972 (Arrêté)                            | 1er août 1972                                       |
| Molliens-Dreuil            | Dreuil-lès-Molliens                           | fusion association                                             | 19 juillet 1972 (Arrêté)                            | 1er août 1972                                       |
| Hornoy-le-Bourg            | Hornoy                                        | fusion association                                             | 30 juin 1972 (Arrêté)                               | 1er juillet 1972                                    |
| Hornoy-le-Bourg            | Boisrault                                     | fusion association                                             | 30 juin 1972 (Arrêté)                               | 1er juillet 1972                                    |
| Hornoy-le-Bourg            | Gouy-l'Hôpital                                | fusion association                                             | 30 juin 1972 (Arrêté)                               | 1er juillet 1972                                    |
| Hornoy-le-Bourg            | Lincheux-Hallivillers                         | fusion association                                             | 30 juin 1972 (Arrêté)                               | 1er juillet 1972                                    |
| Hornoy-le-Bourg            | Orival                                        | fusion association                                             | 30 juin 1972 (Arrêté)                               | 1er juillet 1972                                    |
| Hornoy-le-Bourg            | Selincourt                                    | fusion association                                             | 30 juin 1972 (Arrêté)                               | 1er juillet 1972                                    |
| Hornoy-le-Bourg            | Tronchoy                                      | fusion association                                             | 30 juin 1972 (Arrêté)                               | 1er juillet 1972                                    |
| Lafresguimont-Saint-Martin | Lafresnoye                                    | fusion association                                             | 30 juin 1972 (Arrêté)                               | 1er juillet 1972                                    |
| Lafresguimont-Saint-Martin | Guibermesnil                                  | fusion association                                             | 30 juin 1972 (Arrêté)                               | 1er juillet 1972                                    |
| Lafresguimont-Saint-Martin | Laboissière-Saint-Martin                      | fusion association                                             | 30 juin 1972 (Arrêté)                               | 1er juillet 1972                                    |
| Lafresguimont-Saint-Martin | Montmarquet                                   | fusion association                                             | 30 juin 1972 (Arrêté)                               | 1er juillet 1972                                    |
| Bermesnil                  | Bernapré                                      | fusion simple                                                  | 31 mars 1972 (Arrêté)                               | 1er juillet 1972                                    |
| Bermesnil                  | Mesnil-Eudin                                  | fusion simple                                                  | 31 mars 1972 (Arrêté)                               | 1er juillet 1972                                    |
| Dancourt-Popincourt        | Dancourt                                      | fusion                                                         | 9 février 1971 (Arrêté)                             | 1er mars 1971                                       |
| Dancourt-Popincourt        | Popincourt                                    | fusion                                                         | 9 février 1971 (Arrêté)                             | 1er mars 1971                                       |
| Parvillers-le-Quesnoy      | Parvillers                                    | fusion                                                         | 6 novembre 1968 (Arrêté)                            | 1er janvier 1969                                    |
| Parvillers-le-Quesnoy      | Le Quesnoy                                    | fusion                                                         | 6 novembre 1968 (Arrêté)                            | 1er janvier 1969                                    |
| Ablaincourt-Pressoir       | Ablaincourt                                   | fusion                                                         | 23 avril 1966 (Arrêté)                              | 1er juillet 1966                                    |
| Ablaincourt-Pressoir       | Pressoir                                      | fusion                                                         | 23 avril 1966 (Arrêté)                              | 1er juillet 1966                                    |
| Ham                        | Ham                                           | fusion                                                         | 14 décembre 1965 (Arrêté)                           | 1er janvier 1966                                    |
| Ham                        | Saint-Sulpice                                 | fusion                                                         | 14 décembre 1965 (Arrêté)                           | 1er janvier 1966                                    |
| Curchy-Dreslincourt        | Curchy                                        | fusion                                                         | 9 décembre 1965 (Arrêté)                            | 1er janvier 1966                                    |
| Curchy-Dreslincourt        | Dreslincourt                                  | fusion                                                         | 9 décembre 1965 (Arrêté)                            | 1er janvier 1966                                    |
| Moreuil                    | Moreuil                                       | fusion                                                         | 8 juin 1965 (Décret)                                | 13 juin 1965                                        |
| Moreuil                    | Castel                                        | fusion                                                         | 8 juin 1965 (Décret)                                | 13 juin 1965                                        |
| Omiécourt                  | Omiécourt                                     | fusion                                                         | 18 février 1965 (Arrêté)                            | 1er mars 1965                                       |
| Omiécourt                  | Hyencourt-le-Petit                            | fusion                                                         | 18 février 1965 (Arrêté)                            | 1er mars 1965                                       |
| Péronne                    | Péronne                                       | fusion                                                         | 18 février 1965 (Arrêté)                            | 1er mars 1965                                       |
| Péronne                    | Sainte-Radegonde                              | fusion                                                         | 18 février 1965 (Arrêté)                            | 1er mars 1965                                       |
| Grivesnes                  | Grivesnes                                     | fusion                                                         | 16 février 1965 (Arrêté)                            | 1er mars 1965                                       |
| Grivesnes                  | Ainval-Septoutre                              | fusion                                                         | 16 février 1965 (Arrêté)                            | 1er mars 1965                                       |
| Arvillers                  | Arvillers                                     | fusion                                                         | 18 janvier 1965 (Arrêté),                           | 1er février 1965                                    |
| Arvillers                  | Saulchoy-sur-Davenescourt                     | fusion                                                         | 18 janvier 1965 (Arrêté),                           | 1er février 1965                                    |
| Ailly-sur-Noye             | Ailly-sur-Noye                                | fusion                                                         | 14 janvier 1965 (Arrêté)                            | 1er février 1965                                    |
| Ailly-sur-Noye             | Berny-sur-Noye                                | fusion                                                         | 14 janvier 1965 (Arrêté)                            | 1er février 1965                                    |
| Ailly-sur-Noye             | Merville-au-Bois                              | fusion                                                         | 14 janvier 1965 (Arrêté)                            | 1er février 1965                                    |
| Ham                        | Ham                                           | fusion                                                         | 28 novembre 1964 (Arrêté)                           | 1er janvier 1965                                    |
| Ham                        | Estouilly                                     | fusion                                                         | 28 novembre 1964 (Arrêté)                           | 1er janvier 1965                                    |
| Maurepas                   | Maurepas                                      | fusion                                                         | 28 novembre 1964 (Arrêté)                           | 1er janvier 1965                                    |
| Maurepas                   | Leforest                                      | fusion                                                         | 28 novembre 1964 (Arrêté)                           | 1er janvier 1965                                    |
| Fonches-Fonchette          | Fonches                                       | fusion                                                         | 25 novembre 1964 (Arrêté)                           | 1er janvier 1965                                    |
| Fonches-Fonchette          | Fonchette                                     | fusion                                                         | 25 novembre 1964 (Arrêté)                           | 1er janvier 1965                                    |
| Dompierre-Becquincourt     | Dompierre-en-Santerre                         | fusion                                                         | 14 mai 1964 (Décret)                                | 1er juillet 1964                                    |
| Dompierre-Becquincourt     | Becquincourt                                  | fusion                                                         | 14 mai 1964 (Décret)                                | 1er juillet 1964                                    |
| Framerville-Rainecourt     | Framerville                                   | fusion                                                         | 24 octobre 1963 (Arrêté)                            | 1er janvier 1964                                    |
| Framerville-Rainecourt     | Rainecourt                                    | fusion                                                         | 24 octobre 1963 (Arrêté)                            | 1er janvier 1964                                    |
| Péronne                    | Péronne                                       | fusion                                                         | 20 septembre 1963 (Arrêté)                          | 1er janvier 1964                                    |
| Péronne                    | Mont-Saint-Quentin                            | fusion                                                         | 20 septembre 1963 (Arrêté)                          | 1er janvier 1964                                    |
| Lawarde-Mauger-l'Hortoy    | Lawarde-Mauger                                | fusion                                                         | 29 septembre 1926 (Délibération du Conseil Général) | 29 septembre 1926 (Délibération du Conseil Général) |
| Lawarde-Mauger-l'Hortoy    | L'Hortoy                                      | fusion                                                         | 29 septembre 1926 (Délibération du Conseil Général) | 29 septembre 1926 (Délibération du Conseil Général) |
| Briquemesnil-Floxicourt    | Briquemesnil                                  | fusion                                                         | 10 février 1925 (Délibération du Conseil Général)   | 10 février 1925 (Délibération du Conseil Général)   |
| Briquemesnil-Floxicourt    | Floxicourt                                    | fusion                                                         | 10 février 1925 (Délibération du Conseil Général)   | 10 février 1925 (Délibération du Conseil Général)   |
| Saint-Christ-Briost        | Saint-Christ                                  | fusion                                                         | 4 juin 1842 (Loi)                                   | 4 juin 1842 (Loi)                                   |
| Saint-Christ-Briost        | Briost                                        | fusion                                                         | 4 juin 1842 (Loi)                                   | 4 juin 1842 (Loi)                                   |
| Heucourt-Croquoison        | Heucourt                                      | fusion                                                         | 7 avril 1840 (Ordonnance)                           | 7 avril 1840 (Ordonnance)                           |
| Heucourt-Croquoison        | Croquoison                                    | fusion                                                         | 7 avril 1840 (Ordonnance)                           | 7 avril 1840 (Ordonnance)                           |
| Vitz-sur-Authie            | Vitz-sur-Authie                               | fusion                                                         | 20 mai 1839 (Ordonnance)                            | 20 mai 1839 (Ordonnance)                            |
| Vitz-sur-Authie            | Villeroy (canton de Crécy)                    | fusion                                                         | 20 mai 1839 (Ordonnance)                            | 20 mai 1839 (Ordonnance)                            |
| Combles                    | Combles                                       | fusion                                                         | 19 mars 1834 (Ordonnance)                           | 19 mars 1834 (Ordonnance)                           |
| Combles                    | Frégicourt                                    | fusion                                                         | 19 mars 1834 (Ordonnance)                           | 19 mars 1834 (Ordonnance)                           |
| Ainval-Septoutre           | Ainval                                        | fusion                                                         | 1829                                                | 1829                                                |
| Ainval-Septoutre           | Septoutre                                     | fusion                                                         | 1829                                                | 1829                                                |
| Épagne-Épagnette           | Épagne                                        | fusion                                                         | 1829                                                | 1829                                                |
| Épagne-Épagnette           | Épagnette                                     | fusion                                                         | 1829                                                | 1829                                                |
| Cressy-Omencourt           | Cressy                                        | fusion                                                         | 1826                                                | 1826                                                |
| Cressy-Omencourt           | Omencourt                                     | fusion                                                         | 1826                                                | 1826                                                |
| L'Échelle-Saint-Aurin      | L'Échelle                                     | fusion                                                         | 1826                                                | 1826                                                |
| L'Échelle-Saint-Aurin      | Saint-Aurin                                   | fusion                                                         | 1826                                                | 1826                                                |
| Hautvillers-Ouville        | Hautvillers                                   | fusion                                                         | 1826                                                | 1826                                                |
| Hautvillers-Ouville        | Ouville                                       | fusion                                                         | 1826                                                | 1826                                                |
| Mareuil-Caubert            | Mareuil                                       | fusion                                                         | 1826                                                | 1826                                                |
| Mareuil-Caubert            | Caubert                                       | fusion                                                         | 1826                                                | 1826                                                |
| Ponches-Estruval           | Ponches                                       | fusion                                                         | 1826                                                | 1826                                                |
| Ponches-Estruval           | Estruval                                      | fusion                                                         | 1826                                                | 1826                                                |
| Tilloy-Floriville          | Tilloy-Floriville                             | fusion                                                         | 1826                                                | 1826                                                |
| Tilloy-Floriville          | Hélicourt                                     | fusion                                                         | 1826                                                | 1826                                                |
| Languevoisin-Quiquery      | Languevoisin                                  | fusion                                                         | 1820                                                | 1820                                                |
| Languevoisin-Quiquery      | Quiquery                                      | fusion                                                         | 1820                                                | 1820                                                |
| Estrébœuf                  | Estrébœuf                                     | fusion                                                         | 1819                                                | 1819                                                |
| Estrébœuf                  | Neuville (canton de Saint-Valery)             | fusion                                                         | 1819                                                | 1819                                                |
| Grouches-Luchuel           | Grouches                                      | fusion                                                         | 1809                                                | 1809                                                |
| Grouches-Luchuel           | Luchuel                                       | fusion                                                         | 1809                                                | 1809                                                |
| Arrest                     | Arrest                                        | fusion                                                         | 1805                                                | 1805                                                |
| Arrest                     | Catigny                                       | fusion                                                         | 1805                                                | 1805                                                |
| Bazentin                   | Bazentin-le-Grand                             | fusion                                                         | 1805                                                | 1805                                                |
| Bazentin                   | Bazentin-le-Petit                             | fusion                                                         | 1805                                                | 1805                                                |
| Caours                     | Caours                                        | fusion                                                         | 1805                                                | 1805                                                |
| Caours                     | L'Heure                                       | fusion                                                         | 1805                                                | 1805                                                |
| Airaines                   | Airaines                                      | fusion                                                         | 1795-1800                                           | 1795-1800                                           |
| Airaines                   | Dourier                                       | fusion                                                         | 1795-1800                                           | 1795-1800                                           |
| Domart-sur-la-Luce         | Domart-sur-la-Luce                            | fusion                                                         | 1795-1800                                           | 1795-1800                                           |
| Domart-sur-la-Luce         | Hourges                                       | fusion                                                         | 1795-1800                                           | 1795-1800                                           |
| Guillaucourt               | Guillaucourt                                  | fusion                                                         | 1795-1800                                           | 1795-1800                                           |
| Guillaucourt               | Enguillaucourt                                | fusion                                                         | 1795-1800                                           | 1795-1800                                           |
| Abbeville                  | Abbeville                                     | fusion                                                         | 1790-1794                                           | 1790-1794                                           |
| Abbeville                  | Mautor                                        | fusion                                                         | 1790-1794                                           | 1790-1794                                           |
| Ablaincourt                | Ablaincourt                                   | fusion                                                         | 1790-1794                                           | 1790-1794                                           |
| Ablaincourt                | Bovent                                        | fusion                                                         | 1790-1794                                           | 1790-1794                                           |
| Ablaincourt                | Gomiécourt                                    | fusion                                                         | 1790-1794                                           | 1790-1794                                           |
| Agenvillers                | Agenvillers                                   | fusion                                                         | 1790-1794                                           | 1790-1794                                           |
| Agenvillers                | Genvillers                                    | fusion                                                         | 1790-1794                                           | 1790-1794                                           |
| Agenvillers                | Le Quesnoy (canton de Nouvion)                | fusion                                                         | 1790-1794                                           | 1790-1794                                           |
| Aigneville                 | Aigneville                                    | fusion                                                         | 1790-1794                                           | 1790-1794                                           |
| Aigneville                 | Courcelles (canton de Gamaches)               | fusion                                                         | 1790-1794                                           | 1790-1794                                           |
| Aigneville                 | Hocquelus                                     | fusion                                                         | 1790-1794                                           | 1790-1794                                           |
| Ailly-le-Haut-Clocher      | Ailly-le-Haut-Clocher                         | fusion                                                         | 1790-1794                                           | 1790-1794                                           |
| Ailly-le-Haut-Clocher      | Ailhel                                        | fusion                                                         | 1790-1794                                           | 1790-1794                                           |
| Ailly-le-Haut-Clocher      | Famechon                                      | fusion                                                         | 1790-1794                                           | 1790-1794                                           |
| Allaines                   | Allaines                                      | fusion                                                         | 1790-1794                                           | 1790-1794                                           |
| Allaines                   | Fouillaucourt                                 | fusion                                                         | 1790-1794                                           | 1790-1794                                           |
| Allaines                   | Mont-Saint-Quentin (commune rétablie en 1876) | fusion                                                         | 1790-1794                                           | 1790-1794                                           |
| Argoules                   | Argoules                                      | fusion                                                         | 1790-1794                                           | 1790-1794                                           |
| Argoules                   | Valoires                                      | fusion                                                         | 1790-1794                                           | 1790-1794                                           |
| Athies                     | Athies                                        | fusion                                                         | 1790-1794                                           | 1790-1794                                           |
| Athies                     | Fourques                                      | fusion                                                         | 1790-1794                                           | 1790-1794                                           |
| Ayencourt                  | Ayencourt                                     | fusion                                                         | 1790-1794                                           | 1790-1794                                           |
| Ayencourt                  | Le Mouchel                                    | fusion                                                         | 1790-1794                                           | 1790-1794                                           |
| Bailleul                   | Bailleul                                      | fusion                                                         | 1790-1794                                           | 1790-1794                                           |
| Bailleul                   | Bellifontaine                                 | fusion                                                         | 1790-1794                                           | 1790-1794                                           |
| Béhen                      | Béhen                                         | fusion                                                         | 1790-1794                                           | 1790-1794                                           |
| Béhen                      | Bainast-les-Alleux                            | fusion                                                         | 1790-1794                                           | 1790-1794                                           |
| Béhen                      | Boëncourt                                     | fusion                                                         | 1790-1794                                           | 1790-1794                                           |
| Bernay                     | Bernay                                        | fusion                                                         | 1790-1794                                           | 1790-1794                                           |
| Bernay                     | Genville Agenvillers (canton de Rue)          | fusion                                                         | 1790-1794                                           | 1790-1794                                           |
| Blangy-Tronville           | Blangy                                        | fusion                                                         | 1790-1794                                           | 1790-1794                                           |
| Blangy-Tronville           | Tronville                                     | fusion                                                         | 1790-1794                                           | 1790-1794                                           |
| Le Boisle                  | Le Boisle                                     | fusion                                                         | 1790-1794                                           | 1790-1794                                           |
| Le Boisle                  | Enconnay                                      | fusion                                                         | 1790-1794                                           | 1790-1794                                           |
| Le Boisle                  | Moismont                                      | fusion                                                         | 1790-1794                                           | 1790-1794                                           |
| Boismont                   | Boismont                                      | fusion                                                         | 1790-1794                                           | 1790-1794                                           |
| Boismont                   | Bretel (canton de Saint-Valery)               | fusion                                                         | 1790-1794                                           | 1790-1794                                           |
| Bourseville                | Bourseville                                   | fusion                                                         | 1790-1794                                           | 1790-1794                                           |
| Bourseville                | Martaigneville                                | fusion                                                         | 1790-1794                                           | 1790-1794                                           |
| Bouttencourt               | Bouttencourt                                  | fusion                                                         | 1790-1794                                           | 1790-1794                                           |
| Bouttencourt               | Ansennes                                      | fusion                                                         | 1790-1794                                           | 1790-1794                                           |
| Bouttencourt               | Montières                                     | fusion                                                         | 1790-1794                                           | 1790-1794                                           |
| Bouttencourt               | Séry                                          | fusion                                                         | 1790-1794                                           | 1790-1794                                           |
| Bouvaincourt               | Bouvaincourt                                  | fusion                                                         | 1790-1794                                           | 1790-1794                                           |
| Bouvaincourt               | Cantepie                                      | fusion                                                         | 1790-1794                                           | 1790-1794                                           |
| Brailly-Cornehotte         | Brailly                                       | fusion                                                         | 1790-1794                                           | 1790-1794                                           |
| Brailly-Cornehotte         | Cornehotte                                    | fusion                                                         | 1790-1794                                           | 1790-1794                                           |
| Brailly-Cornehotte         | Bezancourt                                    | fusion                                                         | 1790-1794                                           | 1790-1794                                           |
| Buigny-lès-Gamaches        | Buigny-lès-Gamaches                           | fusion                                                         | 1790-1794                                           | 1790-1794                                           |
| Buigny-lès-Gamaches        | Grand-Selve                                   | fusion                                                         | 1790-1794                                           | 1790-1794                                           |
| Buigny-lès-Gamaches        | Petit-Selve                                   | fusion                                                         | 1790-1794                                           | 1790-1794                                           |
| Buire-Courcelles           | Buire                                         | fusion                                                         | 1790-1794                                           | 1790-1794                                           |
| Buire-Courcelles           | Courcelles (canton de Péronne)                | fusion                                                         | 1790-1794                                           | 1790-1794                                           |
| Cambron                    | Cambron                                       | fusion                                                         | 1790-1794                                           | 1790-1794                                           |
| Cambron                    | Yonval (commune rétablie en 1986)             | fusion                                                         | 1790-1794                                           | 1790-1794                                           |
| Candas                     | Candas                                        | fusion                                                         | 1790-1794                                           | 1790-1794                                           |
| Candas                     | Valheureux                                    | fusion                                                         | 1790-1794                                           | 1790-1794                                           |
| Cartigny                   | Cartigny                                      | fusion                                                         | 1790-1794                                           | 1790-1794                                           |
| Cartigny                   | Beaussé                                       | fusion                                                         | 1790-1794                                           | 1790-1794                                           |
| Cartigny                   | Brules                                        | fusion                                                         | 1790-1794                                           | 1790-1794                                           |
| Cartigny                   | Le Catelet                                    | fusion                                                         | 1790-1794                                           | 1790-1794                                           |
| Caubert                    | Caubert                                       | fusion                                                         | 1790-1794                                           | 1790-1794                                           |
| Caubert                    | Villers-sous-Mareuil                          | fusion                                                         | 1790-1794                                           | 1790-1794                                           |
| Chaussoy-Epagny            | Chaussoy                                      | fusion                                                         | 1790-1794                                           | 1790-1794                                           |
| Chaussoy-Epagny            | Epagny                                        | fusion                                                         | 1790-1794                                           | 1790-1794                                           |
| Chaussoy-Epagny            | Hainneville                                   | fusion                                                         | 1790-1794                                           | 1790-1794                                           |
| Clairy                     | Clairy                                        | fusion                                                         | 1790-1794                                           | 1790-1794                                           |
| Clairy                     | Saulchoix                                     | fusion                                                         | 1790-1794                                           | 1790-1794                                           |
| Cocquerel                  | Cocquerel                                     | fusion                                                         | 1790-1794                                           | 1790-1794                                           |
| Cocquerel                  | Longuet                                       | fusion                                                         | 1790-1794                                           | 1790-1794                                           |
| Le Crotoy                  | Le Crotoy                                     | fusion                                                         | 1790-1794                                           | 1790-1794                                           |
| Le Crotoy                  | Saint-Firmin                                  | fusion                                                         | 1790-1794                                           | 1790-1794                                           |
| Doingt                     | Doingt                                        | fusion                                                         | 1790-1794                                           | 1790-1794                                           |
| Doingt                     | Flamicourt                                    | fusion                                                         | 1790-1794                                           | 1790-1794                                           |
| Dominois                   | Dominois                                      | fusion                                                         | 1790-1794                                           | 1790-1794                                           |
| Dominois                   | Petit-Chemin                                  | fusion                                                         | 1790-1794                                           | 1790-1794                                           |
| Dommartin                  | Dommartin                                     | fusion                                                         | 1790-1794                                           | 1790-1794                                           |
| Dommartin                  | Gollancourt                                   | fusion                                                         | 1790-1794                                           | 1790-1794                                           |
| Doudelainville             | Doudelainville                                | fusion                                                         | 1790-1794                                           | 1790-1794                                           |
| Doudelainville             | Warcheville                                   | fusion                                                         | 1790-1794                                           | 1790-1794                                           |
| Douilly                    | Douilly                                       | fusion                                                         | 1790-1794                                           | 1790-1794                                           |
| Douilly                    | Margère                                       | fusion                                                         | 1790-1794                                           | 1790-1794                                           |
| Drucat                     | Drucat                                        | fusion                                                         | 1790-1794                                           | 1790-1794                                           |
| Drucat                     | Le Plessiel                                   | fusion                                                         | 1790-1794                                           | 1790-1794                                           |
| L'Échelle                  | L'Échelle                                     | fusion                                                         | 1790-1794                                           | 1790-1794                                           |
| L'Échelle                  | Diencourt                                     | fusion                                                         | 1790-1794                                           | 1790-1794                                           |
| Éclusier-Vaux              | Éclusier                                      | fusion                                                         | 1790-1794                                           | 1790-1794                                           |
| Éclusier-Vaux              | Vaux (canton de Bray)                         | fusion                                                         | 1790-1794                                           | 1790-1794                                           |
| Épehy                      | Épehy                                         | fusion                                                         | 1790-1794                                           | 1790-1794                                           |
| Épehy                      | Pesières                                      | fusion                                                         | 1790-1794                                           | 1790-1794                                           |
| Ercheu                     | Ercheu                                        | fusion                                                         | 1790-1794                                           | 1790-1794                                           |
| Ercheu                     | Wailly-lès-Ercheu                             | fusion                                                         | 1790-1794                                           | 1790-1794                                           |
| Essertaux                  | Essertaux                                     | fusion                                                         | 1790-1794                                           | 1790-1794                                           |
| Essertaux                  | Rossignol                                     | fusion                                                         | 1790-1794                                           | 1790-1794                                           |
| Estrées-Deniécourt         | Estrées                                       | fusion                                                         | 1790-1794                                           | 1790-1794                                           |
| Estrées-Deniécourt         | Deniécourt                                    | fusion                                                         | 1790-1794                                           | 1790-1794                                           |
| Estrées-en-Chaussée        | Estrées-en-Chaussée                           | fusion                                                         | 1790-1794                                           | 1790-1794                                           |
| Estrées-en-Chaussée        | Santin                                        | fusion                                                         | 1790-1794                                           | 1790-1794                                           |
| Favières                   | Favières                                      | fusion                                                         | 1790-1794                                           | 1790-1794                                           |
| Favières                   | Le Hamelet                                    | fusion                                                         | 1790-1794                                           | 1790-1794                                           |
| Fins                       | Fins                                          | fusion                                                         | 1790-1794                                           | 1790-1794                                           |
| Fins                       | Plouy (canton de Roisel)                      | fusion                                                         | 1790-1794                                           | 1790-1794                                           |
| Fontaine-sur-Somme         | Fontaine-sur-Somme                            | fusion                                                         | 1790-1794                                           | 1790-1794                                           |
| Fontaine-sur-Somme         | Vieulaines                                    | fusion                                                         | 1790-1794                                           | 1790-1794                                           |
| Forest-Montiers            | Forest-Montiers                               | fusion                                                         | 1790-1794                                           | 1790-1794                                           |
| Forest-Montiers            | Neuville-Bernay                               | fusion                                                         | 1790-1794                                           | 1790-1794                                           |
| Framicourt                 | Framicourt                                    | fusion                                                         | 1790-1794                                           | 1790-1794                                           |
| Framicourt                 | Witainéglise                                  | fusion                                                         | 1790-1794                                           | 1790-1794                                           |
| Franleu                    | Franleu                                       | fusion                                                         | 1790-1794                                           | 1790-1794                                           |
| Franleu                    | Mesnil-lès-Franleu                            | fusion                                                         | 1790-1794                                           | 1790-1794                                           |
| Fresnes-Mazancourt         | Fresnes (canton de Chaulnes)                  | fusion                                                         | 1790-1794                                           | 1790-1794                                           |
| Fresnes-Mazancourt         | Mazancourt                                    | fusion                                                         | 1790-1794                                           | 1790-1794                                           |
| Fresnes-Mazancourt         | Génermont                                     | fusion                                                         | 1790-1794                                           | 1790-1794                                           |
| Fresnes-Tilloloy           | Fresnes (canton d'Oisemont)                   | fusion                                                         | 1790-1794                                           | 1790-1794                                           |
| Fresnes-Tilloloy           | Tilloloy (canton d'Oisemont)                  | fusion                                                         | 1790-1794                                           | 1790-1794                                           |
| Fresnoy-Andainville        | Fresnoy                                       | fusion                                                         | 1790-1794                                           | 1790-1794                                           |
| Fresnoy-Andainville        | Andainville                                   | fusion                                                         | 1790-1794                                           | 1790-1794                                           |
| Fricamps                   | Fricamps                                      | fusion                                                         | 1790-1794                                           | 1790-1794                                           |
| Fricamps                   | Le Viage                                      | fusion                                                         | 1790-1794                                           | 1790-1794                                           |
| Friville-Escarbotin        | Friville                                      | fusion                                                         | 1790-1794                                           | 1790-1794                                           |
| Friville-Escarbotin        | Escarbotin                                    | fusion                                                         | 1790-1794                                           | 1790-1794                                           |
| Gézaincourt                | Gézaincourt                                   | fusion                                                         | 1790-1794                                           | 1790-1794                                           |
| Gézaincourt                | Baneux                                        | fusion                                                         | 1790-1794                                           | 1790-1794                                           |
| Gézaincourt                | Bretel (canton de Doullens)                   | fusion                                                         | 1790-1794                                           | 1790-1794                                           |
| Grébault-Mesnil            | Grébault-Mesnil                               | fusion                                                         | 1790-1794                                           | 1790-1794                                           |
| Grébault-Mesnil            | Onicourt                                      | fusion                                                         | 1790-1794                                           | 1790-1794                                           |
| Grébault-Mesnil            | Trenquie                                      | fusion                                                         | 1790-1794                                           | 1790-1794                                           |
| Gueschart                  | Gueschart                                     | fusion                                                         | 1790-1794                                           | 1790-1794                                           |
| Gueschart                  | Cumonville                                    | fusion                                                         | 1790-1794                                           | 1790-1794                                           |
| Guyencourt-Saulcourt       | Guyencourt                                    | fusion                                                         | 1790-1794                                           | 1790-1794                                           |
| Guyencourt-Saulcourt       | Saulcourt (canton de Roisel)                  | fusion                                                         | 1790-1794                                           | 1790-1794                                           |
| Hem-Monacu                 | Hem (canton de Combles)                       | fusion                                                         | 1790-1794                                           | 1790-1794                                           |
| Hem-Monacu                 | Monacu                                        | fusion                                                         | 1790-1794                                           | 1790-1794                                           |
| Heudicourt                 | Heudicourt                                    | fusion                                                         | 1790-1794                                           | 1790-1794                                           |
| Heudicourt                 | Revelon                                       | fusion                                                         | 1790-1794                                           | 1790-1794                                           |
| Hombleux                   | Hombleux                                      | fusion                                                         | 1790-1794                                           | 1790-1794                                           |
| Hombleux                   | Canizy                                        | fusion                                                         | 1790-1794                                           | 1790-1794                                           |
| Hornoy                     | Hornoy                                        | fusion                                                         | 1790-1794                                           | 1790-1794                                           |
| Hornoy                     | Hallivillers (canton de Hornoy)               | fusion                                                         | 1790-1794                                           | 1790-1794                                           |
| Huchenneville              | Huchenneville                                 | fusion                                                         | 1790-1794                                           | 1790-1794                                           |
| Huchenneville              | Caumont                                       | fusion                                                         | 1790-1794                                           | 1790-1794                                           |
| Huchenneville              | Commondel                                     | fusion                                                         | 1790-1794                                           | 1790-1794                                           |
| Huchenneville              | Limercourt                                    | fusion                                                         | 1790-1794                                           | 1790-1794                                           |
| Humbercourt                | Humbercourt                                   | fusion                                                         | 1790-1794                                           | 1790-1794                                           |
| Humbercourt                | Les Maisons-Desmond                           | fusion                                                         | 1790-1794                                           | 1790-1794                                           |
| Inval-Boiron               | Inval                                         | fusion                                                         | 1790-1794                                           | 1790-1794                                           |
| Inval-Boiron               | Boiron                                        | fusion                                                         | 1790-1794                                           | 1790-1794                                           |
| Jumel                      | Jumel                                         | fusion                                                         | 1790-1794                                           | 1790-1794                                           |
| Jumel                      | Petit-Bocquet                                 | fusion                                                         | 1790-1794                                           | 1790-1794                                           |
| Lanches-Saint-Hilaire      | Lanches                                       | fusion                                                         | 1790-1794                                           | 1790-1794                                           |
| Lanches-Saint-Hilaire      | Saint-Hilaire                                 | fusion                                                         | 1790-1794                                           | 1790-1794                                           |
| Ligescourt                 | Ligescourt                                    | fusion                                                         | 1790-1794                                           | 1790-1794                                           |
| Ligescourt                 | Bois-Riflard                                  | fusion                                                         | 1790-1794                                           | 1790-1794                                           |
| Machiel                    | Machiel                                       | fusion                                                         | 1790-1794                                           | 1790-1794                                           |
| Machiel                    | Wacourt                                       | fusion                                                         | 1790-1794                                           | 1790-1794                                           |
| Machy                      | Machy                                         | fusion                                                         | 1790-1794                                           | 1790-1794                                           |
| Machy                      | La Barre                                      | fusion                                                         | 1790-1794                                           | 1790-1794                                           |
| Maisnières                 | Maisnières                                    | fusion                                                         | 1790-1794                                           | 1790-1794                                           |
| Maisnières                 | Courtieux                                     | fusion                                                         | 1790-1794                                           | 1790-1794                                           |
| Maisnières                 | Harcellaines                                  | fusion                                                         | 1790-1794                                           | 1790-1794                                           |
| Maisnières                 | Monchelet                                     | fusion                                                         | 1790-1794                                           | 1790-1794                                           |
| Maison-Ponthieu            | Maison-Ponthieu                               | fusion                                                         | 1790-1794                                           | 1790-1794                                           |
| Maison-Ponthieu            | Saint-Lô                                      | fusion                                                         | 1790-1794                                           | 1790-1794                                           |
| Manancourt                 | Manancourt                                    | fusion                                                         | 1790-1794                                           | 1790-1794                                           |
| Manancourt                 | Étricourt                                     | fusion                                                         | 1790-1794                                           | 1790-1794                                           |
| Montmarquet                | Montmarquet                                   | fusion                                                         | 1790-1794                                           | 1790-1794                                           |
| Montmarquet                | Saint-Jean-lès-Brocourt                       | fusion                                                         | 1790-1794                                           | 1790-1794                                           |
| Morchain                   | Morchain                                      | fusion                                                         | 1790-1794                                           | 1790-1794                                           |
| Morchain                   | Goussancourt                                  | fusion                                                         | 1790-1794                                           | 1790-1794                                           |
| Morlancourt                | Morlancourt                                   | fusion                                                         | 1790-1794                                           | 1790-1794                                           |
| Morlancourt                | Villers-le-Vert                               | fusion                                                         | 1790-1794                                           | 1790-1794                                           |
| Morvillers-Saint-Saturnin  | Morvillers                                    | fusion                                                         | 1790-1794                                           | 1790-1794                                           |
| Morvillers-Saint-Saturnin  | Saint-Saturnin                                | fusion                                                         | 1790-1794                                           | 1790-1794                                           |
| Moyenneville               | Moyenneville                                  | fusion                                                         | 1790-1794                                           | 1790-1794                                           |
| Moyenneville               | Bouillancourt (canton de Moyenneville)        | fusion                                                         | 1790-1794                                           | 1790-1794                                           |
| Moyenneville               | Mesnil-Trois-Fœtus                            | fusion                                                         | 1790-1794                                           | 1790-1794                                           |
| Muille-Villette            | Muille                                        | fusion                                                         | 1790-1794                                           | 1790-1794                                           |
| Muille-Villette            | Villette (canton de Ham)                      | fusion                                                         | 1790-1794                                           | 1790-1794                                           |
| Nampont                    | Nampont                                       | fusion                                                         | 1790-1794                                           | 1790-1794                                           |
| Nampont                    | Buires-en-Halloy                              | fusion                                                         | 1790-1794                                           | 1790-1794                                           |
| Nampont                    | Fresne                                        | fusion                                                         | 1790-1794                                           | 1790-1794                                           |
| Nampont                    | Montigny (canton de Rue)                      | fusion                                                         | 1790-1794                                           | 1790-1794                                           |
| Nampont                    | Préau                                         | fusion                                                         | 1790-1794                                           | 1790-1794                                           |
| Nampont                    | Réteauville                                   | fusion                                                         | 1790-1794                                           | 1790-1794                                           |
| Nesle                      | Nesle                                         | fusion                                                         | 1790-1794                                           | 1790-1794                                           |
| Nesle                      | Morlemont                                     | fusion                                                         | 1790-1794                                           | 1790-1794                                           |
| Nesle                      | Saint-Léonard-de-Morlemont                    | fusion                                                         | 1790-1794                                           | 1790-1794                                           |
| Neuilly-le-Dien            | Neuilly-le-Dien                               | fusion                                                         | 1790-1794                                           | 1790-1794                                           |
| Neuilly-le-Dien            | Acquet                                        | fusion                                                         | 1790-1794                                           | 1790-1794                                           |
| Neuilly-l'Hôpital          | Neuilly-l'Hôpital                             | fusion                                                         | 1790-1794                                           | 1790-1794                                           |
| Neuilly-l'Hôpital          | Beauvoir-l'Abbaye                             | fusion                                                         | 1790-1794                                           | 1790-1794                                           |
| Noyelles-sur-Mer           | Noyelles-sur-Mer                              | fusion                                                         | 1790-1794                                           | 1790-1794                                           |
| Noyelles-sur-Mer           | Bray (canton de Nouvion)                      | fusion                                                         | 1790-1794                                           | 1790-1794                                           |
| Noyelles-sur-Mer           | Nolette                                       | fusion                                                         | 1790-1794                                           | 1790-1794                                           |
| Noyelles-sur-Mer           | Port                                          | fusion                                                         | 1790-1794                                           | 1790-1794                                           |
| Noyelles-sur-Mer           | Sailly (canton de Nouvion)                    | fusion                                                         | 1790-1794                                           | 1790-1794                                           |
| Oneux                      | Oneux                                         | fusion                                                         | 1790-1794                                           | 1790-1794                                           |
| Oneux                      | Neuville (canton de Nouvion)                  | fusion                                                         | 1790-1794                                           | 1790-1794                                           |
| Ouville                    | Ouville                                       | fusion                                                         | 1790-1794                                           | 1790-1794                                           |
| Ouville                    | La Halle                                      | fusion                                                         | 1790-1794                                           | 1790-1794                                           |
| Ovillers-la-Boisselle      | Ovillers                                      | fusion                                                         | 1790-1794                                           | 1790-1794                                           |
| Ovillers-la-Boisselle      | La Boisselle                                  | fusion                                                         | 1790-1794                                           | 1790-1794                                           |
| Pargny                     | Pargny                                        | fusion                                                         | 1790-1794                                           | 1790-1794                                           |
| Pargny                     | Fontaine-lès-Pargny                           | fusion                                                         | 1790-1794                                           | 1790-1794                                           |
| Pertain                    | Pertain                                       | fusion                                                         | 1790-1794                                           | 1790-1794                                           |
| Pertain                    | Berssancourt                                  | fusion                                                         | 1790-1794                                           | 1790-1794                                           |
| Le Plessier-Rozainvillers  | Le Plessier                                   | fusion                                                         | 1790-1794                                           | 1790-1794                                           |
| Le Plessier-Rozainvillers  | Rozainvillers                                 | fusion                                                         | 1790-1794                                           | 1790-1794                                           |
| Pœuilly                    | Pœuilly                                       | fusion                                                         | 1790-1794                                           | 1790-1794                                           |
| Pœuilly                    | Aix                                           | fusion                                                         | 1790-1794                                           | 1790-1794                                           |
| Pœuilly                    | Cauvigny                                      | fusion                                                         | 1790-1794                                           | 1790-1794                                           |
| Port-le-Grand              | Port-le-Grand                                 | fusion                                                         | 1790-1794                                           | 1790-1794                                           |
| Port-le-Grand              | Bonnance                                      | fusion                                                         | 1790-1794                                           | 1790-1794                                           |
| Puchevillers               | Puchevillers                                  | fusion                                                         | 1790-1794                                           | 1790-1794                                           |
| Puchevillers               | Sériel                                        | fusion                                                         | 1790-1794                                           | 1790-1794                                           |
| Le Quesnoy                 | Le Quesnoy (canton de Rosières)               | fusion                                                         | 1790-1794                                           | 1790-1794                                           |
| Le Quesnoy                 | Routiauville                                  | fusion                                                         | 1790-1794                                           | 1790-1794                                           |
| Quesnoy-le-Montant         | Quesnoy-le-Montant                            | fusion                                                         | 1790-1794                                           | 1790-1794                                           |
| Quesnoy-le-Montant         | Campagne                                      | fusion                                                         | 1790-1794                                           | 1790-1794                                           |
| Quesnoy-le-Montant         | Frieulle                                      | fusion                                                         | 1790-1794                                           | 1790-1794                                           |
| Quesnoy-le-Montant         | Hymneville                                    | fusion                                                         | 1790-1794                                           | 1790-1794                                           |
| Quivières                  | Quivières                                     | fusion                                                         | 1790-1794                                           | 1790-1794                                           |
| Quivières                  | Guisancourt (canton de Ham)                   | fusion                                                         | 1790-1794                                           | 1790-1794                                           |
| Rivery                     | Rivery                                        | fusion                                                         | 1790-1794                                           | 1790-1794                                           |
| Rivery                     | Creuse                                        | fusion                                                         | 1790-1794                                           | 1790-1794                                           |
| Roiglise                   | Roiglise                                      | fusion                                                         | 1790-1794                                           | 1790-1794                                           |
| Roiglise                   | Le Monteil                                    | fusion                                                         | 1790-1794                                           | 1790-1794                                           |
| Roisel                     | Roisel                                        | fusion                                                         | 1790-1794                                           | 1790-1794                                           |
| Roisel                     | Certemont                                     | fusion                                                         | 1790-1794                                           | 1790-1794                                           |
| Roisel                     | Nobescourt                                    | fusion                                                         | 1790-1794                                           | 1790-1794                                           |
| Rollot                     | Rollot                                        | fusion                                                         | 1790-1794                                           | 1790-1794                                           |
| Rollot                     | Beauvoir (canton de Montdidier)               | fusion                                                         | 1790-1794                                           | 1790-1794                                           |
| Rollot                     | Regibay                                       | fusion                                                         | 1790-1794                                           | 1790-1794                                           |
| Rollot                     | Vilette (canton de Montdidier)                | fusion                                                         | 1790-1794                                           | 1790-1794                                           |
| Rubempré                   | Rubempré                                      | fusion                                                         | 1790-1794                                           | 1790-1794                                           |
| Rubempré                   | Septenville                                   | fusion                                                         | 1790-1794                                           | 1790-1794                                           |
| Rubescourt                 | Rubescourt                                    | fusion                                                         | 1790-1794                                           | 1790-1794                                           |
| Rubescourt                 | Saint-Martin-de-Pas                           | fusion                                                         | 1790-1794                                           | 1790-1794                                           |
| Rue                        | Rue                                           | fusion                                                         | 1790-1794                                           | 1790-1794                                           |
| Rue                        | Beauvoir-lès-Rue                              | fusion                                                         | 1790-1794                                           | 1790-1794                                           |
| Rue                        | Saint-Jean-des-Marais                         | fusion                                                         | 1790-1794                                           | 1790-1794                                           |
| Sailly-le-Sec              | Sailly-le-Sec                                 | fusion                                                         | 1790-1794                                           | 1790-1794                                           |
| Sailly-le-Sec              | Flibeaucourt                                  | fusion                                                         | 1790-1794                                           | 1790-1794                                           |
| Sailly-Saillisel           | Sailly (canton de Combles)                    | fusion                                                         | 1790-1794                                           | 1790-1794                                           |
| Sailly-Saillisel           | Saillisel                                     | fusion                                                         | 1790-1794                                           | 1790-1794                                           |
| Saint-Riquier              | Saint-Riquier                                 | fusion                                                         | 1790-1794                                           | 1790-1794                                           |
| Saint-Riquier              | Drugy                                         | fusion                                                         | 1790-1794                                           | 1790-1794                                           |
| Sainte-Radegonde           | Sainte-Radegonde                              | fusion                                                         | 1790-1794                                           | 1790-1794                                           |
| Sainte-Radegonde           | Mémont                                        | fusion                                                         | 1790-1794                                           | 1790-1794                                           |
| Soues                      | Soues                                         | fusion                                                         | 1790-1794                                           | 1790-1794                                           |
| Soues                      | Rouvroy (canton de Picquigny)                 | fusion                                                         | 1790-1794                                           | 1790-1794                                           |
| Thieulloy-l'Abbaye         | Thieulloy-l'Abbaye                            | fusion                                                         | 1790-1794                                           | 1790-1794                                           |
| Thieulloy-l'Abbaye         | Fay-lès-Hornoy                                | fusion                                                         | 1790-1794                                           | 1790-1794                                           |
| Tincourt-Boucly            | Tincourt                                      | fusion                                                         | 1790-1794                                           | 1790-1794                                           |
| Tincourt-Boucly            | Boucly                                        | fusion                                                         | 1790-1794                                           | 1790-1794                                           |
| Tœufles                    | Tœufles                                       | fusion                                                         | 1790-1794                                           | 1790-1794                                           |
| Tœufles                    | Bellavesnes                                   | fusion                                                         | 1790-1794                                           | 1790-1794                                           |
| Tours                      | Tours                                         | fusion                                                         | 1790-1794                                           | 1790-1794                                           |
| Tours                      | Cauroy                                        | fusion                                                         | 1790-1794                                           | 1790-1794                                           |
| Tours                      | Houdent                                       | fusion                                                         | 1790-1794                                           | 1790-1794                                           |
| Tours                      | Longuemort                                    | fusion                                                         | 1790-1794                                           | 1790-1794                                           |
| Le Translay                | Le Translay                                   | fusion                                                         | 1790-1794                                           | 1790-1794                                           |
| Le Translay                | Busménard                                     | fusion                                                         | 1790-1794                                           | 1790-1794                                           |
| Valines                    | Valines                                       | fusion                                                         | 1790-1794                                           | 1790-1794                                           |
| Valines                    | Saint-Mard (canton d'Ault)                    | fusion                                                         | 1790-1794                                           | 1790-1794                                           |
| Villers-Carbonnel          | Villers-Carbonnel                             | fusion                                                         | 1790-1794                                           | 1790-1794                                           |
| Villers-Carbonnel          | Appleincourt                                  | fusion                                                         | 1790-1794                                           | 1790-1794                                           |
| Villers-Carbonnel          | Borgny                                        | fusion                                                         | 1790-1794                                           | 1790-1794                                           |
| Villers-Faucon             | Villers-Faucon                                | fusion                                                         | 1790-1794                                           | 1790-1794                                           |
| Villers-Faucon             | Leuilly (canton de Roisel)                    | fusion                                                         | 1790-1794                                           | 1790-1794                                           |
| Vironchaux                 | Vironchaux                                    | fusion                                                         | 1790-1794                                           | 1790-1794                                           |
| Vironchaux                 | Mézoutre-le-Grand                             | fusion                                                         | 1790-1794                                           | 1790-1794                                           |
| Vironchaux                 | Mézoutre-le-Petit                             | fusion                                                         | 1790-1794                                           | 1790-1794                                           |
| Vismes                     | Vismes                                        | fusion                                                         | 1790-1794                                           | 1790-1794                                           |
| Vismes                     | Morival                                       | fusion                                                         | 1790-1794                                           | 1790-1794                                           |
| Vismes                     | Le Plouy (canton de Gamaches)                 | fusion                                                         | 1790-1794                                           | 1790-1794                                           |
| Vismes                     | Wiammeville                                   | fusion                                                         | 1790-1794                                           | 1790-1794                                           |
| Vron                       | Vron                                          | fusion                                                         | 1790-1794                                           | 1790-1794                                           |
| Vron                       | Avesnes (canton de Rue)                       | fusion                                                         | 1790-1794                                           | 1790-1794                                           |
| Vron                       | Balance                                       | fusion                                                         | 1790-1794                                           | 1790-1794                                           |
| Vron                       | Hemancourt                                    | fusion                                                         | 1790-1794                                           | 1790-1794                                           |
| Woignarue                  | Woignarue                                     | fusion                                                         | 1790-1794                                           | 1790-1794                                           |
| Woignarue                  | Onival                                        | fusion                                                         | 1790-1794                                           | 1790-1794                                           |
| Yvrench                    | Yvrench                                       | fusion                                                         | 1790-1794                                           | 1790-1794                                           |
| Yvrench                    | Juren-Esperneville                            | fusion                                                         | 1790-1794                                           | 1790-1794                                           |

## Créations et rétablissements
| Nom de la commune créée | Commune affectée                      | Mode de création            | Date (et nature) de la décision                    | Date d'effet             |
| ----------------------- | ------------------------------------- | --------------------------- | -------------------------------------------------- | ------------------------ |
| Yonval                  | Cambron                               | Rétablissement              | 20 décembre 1985 (Arrêté) 10 février 1986 (Arrêté) | 1er janvier 1986         |
| Fort-Mahon-Plage        | Quend                                 | Démembrement                | 30 décembre 1922 (Loi)                             | 30 décembre 1922 (Loi)   |
| Hébécourt               | Vers-Hébécourt (commune démembrée)    | Démembrement et suppression | 11 juin 1878 (Décret)                              | 11 juin 1878 (Décret)    |
| Vers                    | Vers-Hébécourt (commune démembrée)    | Démembrement et suppression | 11 juin 1878 (Décret)                              | 11 juin 1878 (Décret)    |
| Mont-Saint-Quentin      | Allaines                              | Rétablissement              | 9 août 1875 (Décret)                               | 9 août 1875 (Décret)     |
| Érondelle               | Bailleul                              | Démembrement                | 10 juin 1875 (Décret)                              | 10 juin 1875 (Décret)    |
| Saleux                  | Saleux-Salouël (commune démembrée)    | Démembrement et suppression | 4 décembre 1864 (Décret)                           | 4 décembre 1864 (Décret) |
| Salouël                 | Saleux-Salouël (commune démembrée)    | Démembrement et suppression | 4 décembre 1864 (Décret)                           | 4 décembre 1864 (Décret) |
| Colincamps              | Mailly-Colincamps (commune démembrée) | Démembrement et suppression | 1849                                               | 1849                     |
| Mailly                  | Mailly-Colincamps (commune démembrée) | Démembrement et suppression | 1849                                               | 1849                     |

## Modifications de nom officiel
| Ancien nom                 | Nouveau nom               | Date (et nature) de la décision                                            |
| -------------------------- | ------------------------- | -------------------------------------------------------------------------- |
| Vauchelles                 | Vauchelles-les-Quesnoy    | 1er janvier 1982 (Date d'effet) Commission de révision du nom des communes |
| Poix                       | Poix-de-Picardie          | 4 août 1971 (Décret)                                                       |
| Oust-Marais                | Oust-Marest               | 1er janvier 1971 (Date d'effet) Commission de révision du nom des communes |
| Cerisy-Gailly              | Cerisy                    | 23 décembre 1965 (Arrêté)                                                  |
| Bernay                     | Bernay-en-Ponthieu        | 10 novembre 1961 (Décret)                                                  |
| Montagne                   | Montagne-Fayel            | 10 novembre 1961 (Décret)                                                  |
| Pierrepont                 | Pierrepont-sur-Avre       | 10 novembre 1961 (Décret)                                                  |
| Ribemont-sur-l'Ancre       | Ribemont-sur-Ancre        | 10 novembre 1961 (Décret)                                                  |
| Rouvroy                    | Rouvroy-en-Santerre       | 19 août 1961 (Décret)                                                      |
| Saint-Léger-le-Pauvre      | Saint-Léger-sur-Bresle    | 2 mars 1956 (Décret)                                                       |
| Belloy                     | Belloy-en-Santerre        | 18 janvier 1956 (Décret)                                                   |
| Berny                      | Berny-en-Santerre         | 18 janvier 1956 (Décret)                                                   |
| Berny                      | Berny-sur-Noye            | 18 janvier 1956 (Décret)                                                   |
| Berteaucourt               | Berteaucourt-lès-Thennes  | 18 janvier 1956 (Décret)                                                   |
| Bray                       | Bray-sur-Somme            | 18 janvier 1956 (Décret)                                                   |
| Bussus                     | Bussus-Bussuel            | 18 janvier 1956 (Décret)                                                   |
| Domart                     | Domart-en-Ponthieu        | 18 janvier 1956 (Décret)                                                   |
| Fontaine                   | Fontaine-sous-Montdidier  | 18 janvier 1956 (Décret)                                                   |
| Laboissière                | Laboissière-en-Santerre   | 18 janvier 1956 (Décret)                                                   |
| Montigny                   | Montigny-les-Jongleurs    | 18 janvier 1956 (Décret)                                                   |
| Montigny                   | Montigny-sur-l'Hallue     | 18 janvier 1956 (Décret)                                                   |
| Montauban                  | Montauban-de-Picardie     | 21 novembre 1937 (Décret)                                                  |
| Bus                        | Bus-la-Mésière            | 5 décembre 1925 (Décret)                                                   |
| Bus                        | Bus-lès-Artois            | 5 décembre 1925 (Décret)                                                   |
| Manancourt                 | Étricourt-Manancourt      | 5 mars 1925 (Décret)                                                       |
| Cayeux                     | Cayeux-en-Santerre        | 10 août 1924 (Décret)                                                      |
| Dompierre                  | Dompierre-en-Santerre     | 11 janvier 1924 (Décret)                                                   |
| Dompierre                  | Dompierre-sur-Authie      | 11 janvier 1924 (Décret)                                                   |
| Bacouel                    | Bacouel-sur-Selle         | 17 juillet 1923 (Décret)                                                   |
| Bouvincourt                | Bouvincourt-en-Vermandois | 7 décembre 1920 (Décret)                                                   |
| Bouchavesnes               | Bouchavesnes-Bergen       | 29 juillet 1920 (Décret)                                                   |
| Acheux                     | Acheux-en-Amiénois        | 2 décembre 1919 (Décret)                                                   |
| Beaufort                   | Beaufort-en-Santerre      | 2 décembre 1919 (Décret)                                                   |
| Béthencourt                | Béthencourt-sur-Somme     | 2 décembre 1919 (Décret)                                                   |
| Bouillancourt              | Bouillancourt-la-Bataille | 2 décembre 1919 (Décret)                                                   |
| Bouvaincourt               | Bouvaincourt-sur-Bresle   | 2 décembre 1919 (Décret)                                                   |
| Cléry                      | Cléry-sur-Somme           | 2 décembre 1919 (Décret)                                                   |
| Estrées                    | Estrées-sur-Noye          | 2 décembre 1919 (Décret)                                                   |
| Foucaucourt                | Foucaucourt-en-Santerre   | 2 décembre 1919 (Décret)                                                   |
| Guyencourt                 | Guyencourt-sur-Noye       | 2 décembre 1919 (Décret)                                                   |
| Hem                        | Hem-Hardinval             | 2 décembre 1919 (Décret)                                                   |
| La Boissière               | Laboissière-Saint-Martin  | 2 décembre 1919 (Décret)                                                   |
| Mézières                   | Mézières-en-Santerre      | 2 décembre 1919 (Décret)                                                   |
| Rosières                   | Rosières-en-Santerre      | 2 décembre 1919 (Décret)                                                   |
| Senlis                     | Senlis-le-Sec             | 2 décembre 1919 (Décret)                                                   |
| Sorel                      | Sorel-en-Vimeu            | 2 décembre 1919 (Décret)                                                   |
| Vers                       | Vers-sur-Selles           | 2 décembre 1919 (Décret)                                                   |
| Vraignes                   | Vraignes-en-Vermandois    | 2 décembre 1919 (Décret)                                                   |
| Vraignes                   | Vraignes-lès-Hornoy       | 2 décembre 1919 (Décret)                                                   |
| Saint-Romain               | Lahaye-Saint-Romain       | 15 février 1912 (Décret),                                                  |
| Moyencourt                 | Moyencourt-lès-Poix       | 19 novembre 1908 (Décret)                                                  |
| Beaucourt                  | Beaucourt-en-Santerre     | 30 octobre 1907 (Décret)                                                   |
| Mers                       | Mers-les-Bains            | 2 février 1907 (Décret)                                                    |
| Sailly-le-Sec              | Sailly-Flibeaucourt       | 28 août 1906 (Décret)                                                      |
| Lignières-hors-Foucaucourt | Lignières-en-Vimeu        | 27 février 1902 (Décret)                                                   |
| Ville-sous-Corbie          | Ville-sur-Ancre           | 30 mars 1900 (Décret)                                                      |
| Bécourt-Bécordel           | Bécordel-Bécourt          | 7 janvier 1900 (Décret)                                                    |
| Ville-Saint-Ouen           | Ville-le-Marclet          | 28 février 1899 (Décret)                                                   |
| Sains                      | Sains-en-Amiénois         | 4 mai 1896 (Décret)                                                        |
| Buire-sous-Corbie          | Buire-sur-l'Ancre         | 24 février 1894 (Décret)                                                   |
| Acheux                     | Acheux-en-Vimeu           | 9 septembre 1892 (Décret)                                                  |
| Beaucourt                  | Beaucourt-sur-l'Ancre     | 23 janvier 1892 (Décret)                                                   |
| Berteaucourt               | Berteaucourt-les-Dames    | 18 août 1890 (Décret)                                                      |
| Crécy                      | Crécy-en-Ponthieu         | 9 août 1889 (Décret)                                                       |
| Flers                      | Flers-sur-Noye            | 9 août 1889 (Décret)                                                       |
| Mailly                     | Mailly-Maillet            | 8 décembre 1887 (Décret)                                                   |
| Feuquières                 | Feuquières-en-Vimeu       | 11 novembre 1886 (Décret)                                                  |
| Forceville                 | Forceville-en-Vimeu       | 11 novembre 1886 (Décret)                                                  |
| Tours                      | Tours-en-Vimeu            | 11 novembre 1886 (Décret)                                                  |
| Nampty-Coppegueule         | Nampty                    | 15 mai 1886 (Décret)                                                       |
| Vaux-sous-Corbie           | Vaux-sur-Somme            | 10 mai 1886 (Décret)                                                       |
| Millencourt                | Millencourt-en-Ponthieu   | 7 décembre 1882 (Décret)                                                   |
| Beaucourt                  | Beaucourt-sur-l'Hallue    | 21 juillet 1879 (Décret)                                                   |
| Ribemont                   | Ribemont-sur-l'Ancre      | 3 avril 1879 (Décret)                                                      |
| Cayeux                     | Cayeux-sur-Mer            | 7 mai 1870 (Décret)                                                        |
| Querrieux                  | Querrieu                  | juillet 1865 (Décret)                                                      |
| Clairy                     | Clairy-Saulchoix          | 20 février 1858 (Décret)                                                   |

## Communes associées
Liste des communes ayant, à la suite d'une fusion, le statut de commune associée.
| Nom de la commune        | Code INSEE | Fusion-association                      | Fusion-association | Fusion-association       | Fusion-association                       | Transformation de l'association en fusion simple | Transformation de l'association en fusion simple | Transformation de l'association en fusion simple |
| Nom de la commune        | Code INSEE | date de la décision                     | date d'effet       | commune absorbante       | nom de la commune résultant de la fusion | date de la décision                              | date d'effet                                     | commentaire                                      |
| ------------------------ | ---------- | --------------------------------------- | ------------------ | ------------------------ | ---------------------------------------- | ------------------------------------------------ | ------------------------------------------------ | ------------------------------------------------ |
| Wailly                   | 80816      | Arrêté préfectoral du 5 juin 1973       | 1er juillet 1973   | Conty                    | Conty                                    |                                                  |                                                  |                                                  |
| Marcheville              | 80510      | Arrêté préfectoral du 2 octobre 1972    | 1er janvier 1973   | Crécy-en-Ponthieu        | Crécy-en-Ponthieu                        |                                                  |                                                  |                                                  |
| Saint-Pierre-à-Gouy      | 80712      | Arrêté préfectoral du 21 septembre 1972 | 1er octobre 1972   | Crouy                    | Crouy-Saint-Pierre                       |                                                  |                                                  |                                                  |
| Longvillers              | 80492      | Arrêté préfectoral du 24 août 1972      | 1er octobre 1972   | Domléger                 | Domléger-Longvillers                     |                                                  |                                                  |                                                  |
| Hocquincourt             | 80441      | Arrêté préfectoral du 24 août 1972      | 1er octobre 1972   | Hallencourt              | Hallencourt                              |                                                  |                                                  |                                                  |
| Wanel                    | 80817      | Arrêté préfectoral du 24 août 1972      | 1er octobre 1972   | Hallencourt              | Hallencourt                              |                                                  |                                                  |                                                  |
| Agnières                 | 80007      | Arrêté préfectoral du 2 octobre 1972    | 1er novembre 1972  | Hescamps-Saint-Clair     | Hescamps                                 |                                                  |                                                  |                                                  |
| Frettemolle              | 80363      | Arrêté préfectoral du 2 octobre 1972    | 1er novembre 1972  | Hescamps-Saint-Clair     | Hescamps                                 |                                                  |                                                  |                                                  |
| Souplicourt              | 80739      | Arrêté préfectoral du 2 octobre 1972    | 1er novembre 1972  | Hescamps-Saint-Clair     | Hescamps                                 |                                                  |                                                  |                                                  |
| Boisrault                | 80111      | Arrêté préfectoral du 30 juin 1972      | 1er juillet 1972   | Hornoy                   | Hornoy-le-Bourg                          |                                                  |                                                  |                                                  |
| Gouy-l'Hôpital           | 80382      | Arrêté préfectoral du 30 juin 1972      | 1er juillet 1972   | Hornoy                   | Hornoy-le-Bourg                          |                                                  |                                                  |                                                  |
| Lincheux-Hallivillers    | 80483      | Arrêté préfectoral du 30 juin 1972      | 1er juillet 1972   | Hornoy                   | Hornoy-le-Bourg                          |                                                  |                                                  |                                                  |
| Orival                   | 80612      | Arrêté préfectoral du 30 juin 1972      | 1er juillet 1972   | Hornoy                   | Hornoy-le-Bourg                          |                                                  |                                                  |                                                  |
| Selincourt               | 80731      | Arrêté préfectoral du 30 juin 1972      | 1er juillet 1972   | Hornoy                   | Hornoy-le-Bourg                          |                                                  |                                                  |                                                  |
| Tronchoy                 | 80768      | Arrêté préfectoral du 30 juin 1972      | 1er juillet 1972   | Hornoy                   | Hornoy-le-Bourg                          |                                                  |                                                  |                                                  |
| Guibermesnil             | 80398      | Arrêté préfectoral du 30 juin 1972      | 1er juillet 1972   | Lafresnoye               | Lafresguimont-Saint-Martin               |                                                  |                                                  |                                                  |
| Laboissière-Saint-Martin | 80454      | Arrêté préfectoral du 30 juin 1972      | 1er juillet 1972   | Lafresnoye               | Lafresguimont-Saint-Martin               |                                                  |                                                  |                                                  |
| Montmarquet              | 80564      | Arrêté préfectoral du 30 juin 1972      | 1er juillet 1972   | Lafresnoye               | Lafresguimont-Saint-Martin               |                                                  |                                                  |                                                  |
| Dreuil-lès-Molliens      | 80257      | Arrêté préfectoral du 19 juillet 1972   | 1er août 1972      | Molliens-Vidame          | Molliens-Dreuil                          |                                                  |                                                  |                                                  |
| Estrées-en-Chaussée      | 80289      | Arrêté préfectoral du 20 novembre 1972  | 1er janvier 1973   | Mons-en-Chaussée         | Estrées-Mons                             |                                                  |                                                  |                                                  |
| Fieffes                  | 80309      | Arrêté préfectoral du 5 novembre 1974   | 1er janvier 1975   | Montrelet                | Fieffes-Montrelet                        | Arrêté préfectoral du 31 mai 2010                | 1er juillet 2010                                 |                                                  |
| Namps-au-Mont            | 80581      | Arrêté préfectoral du 28 décembre 1972  | 28 décembre 1972   | Namps-au-Val             | Namps-Maisnil                            |                                                  |                                                  |                                                  |
| Rumaisnil                | 80689      | Arrêté préfectoral du 28 décembre 1972  | 28 décembre 1972   | Namps-au-Val             | Namps-Maisnil                            |                                                  |                                                  |                                                  |
| Taisnil                  | 80745      | Arrêté préfectoral du 28 décembre 1972  | 28 décembre 1972   | Namps-au-Val             | Namps-Maisnil                            |                                                  |                                                  |                                                  |
| Onvillers                | 80610      | Arrêté préfectoral du 29 septembre 1972 | 1er octobre 1972   | Piennes                  | Piennes-Onvillers                        |                                                  |                                                  |                                                  |
| Lahaye-Saint-Romain      | 80457      | Arrêté préfectoral du 1er avril 1974    | 1er avril 1974     | Poix-de-Picardie         | Poix-de-Picardie                         |                                                  |                                                  |                                                  |
| Guémicourt               | 80394      | Arrêté préfectoral du 26 octobre 1972   | 1er janvier 1973   | Saint-Germain-sur-Bresle | Saint-Germain-sur-Bresle                 |                                                  |                                                  |                                                  |

## Modifications des limites communales
Le plus souvent, les modifications des limites communales décidées par arrêtés préfectoraux ne sont pas répertoriées dans le Journal officiel ni dans le Bulletin officiel.
| La commune de ...                                                 | ... cède du territoire à la commune de ...                        | précisions | Date (et nature) de la décision               |
| ----------------------------------------------------------------- | ----------------------------------------------------------------- | --- | --------------------------------------------- |
| Chaulnes                                                          | Hallu                                                             | Superficie de 7 ha 40 a | 5 juin 1980 (Décret)                          |
| Hallu                                                             | Chaulnes                                                          | Superficie de 4 ha 60 a | 5 juin 1980 (Décret)                          |
| Cambron                                                           | Grand-Laviers                                                     | Lieux-dits : Touvent, les Mollières, le Marais, Petit-Laviers, le Grand-Pré et Vers-sur-Somme 148 habitants Superficie de 219 ha | 20 janvier 1976 (Décret)                      |
| Saveuse Ferrières                                                 | Ferrières Saveuse                                                 | | 4 août 1971 (Décret)                          |
| Montdidier Ételfay Faverolles                                     | Ételfay Faverolles Montdidier                                     | | 2 juin 1969 (Arrêté)                          |
| Amiens Dreuil-lès-Amiens                                          | Dreuil-lès-Amiens Amiens                                          | | 19 août 1967 (Arrêté)                         |
| Cerisy-Gailly                                                     | Sailly-Laurette                                                   | Section de Gailly 17 habitants                                                                                                   | 23 décembre 1965 (Arrêté)                     |
| Corbie                                                            | Bonnay                                                            | 10 habitants | 21 mai 1963 (Arrêté)                          |
| Brouchy                                                           | Ham                                                               | 111 habitants | 29 novembre 1961 (Arrêté)                     |
| Amiens                                                            | Rivery                                                            | Lieu-dit le Marais d'Eau Superficie de 16 a 29 ca                                                                                | 17 avril 1961 (Décret)                        |
| Rivery                                                            | Amiens                                                            | Lieu-dit le Chemin des Granges Superficie de 23 a 9 ca                                                                           | 17 avril 1961 (Décret)                        |
| Neuville-Coppegueule                                              | Saint-Germain-sur-Bresle                                          | Superficie de 13 ha 86 a 30 ca                                                                                                   | 23 juin 1956 (Décret)                         |
| Saint-Germain-sur-Bresle                                          | Neuville-Coppegueule                                              | Superficie de 2 ha 39 a 26 ca | 23 juin 1956 (Décret)                         |
| Saveuse                                                           | Ferrières                                                         | Lieu-dit le Mont-Thézy Superficie de 6 a 40 ca                                                                                   | 9 juillet 1954 (Décret)                       |
| Franqueville                                                      | Ribeaucourt                                                       | | 5 février 1953 (Arrêté)                       |
| Agenvillers                                                       | Domvast                                                           | Hameau de Hellencourt | 26 septembre 1951 (Décret)                    |
| Dompierre-en-Santerre Fontaine-lès-Cappy                          | Fontaine-lès-Cappy Dompierre-en-Santerre                          | | 17 mai 1951 (Arrêté)                          |
| Agenville Bernatre                                                | Bernatre Agenville                                                | | 23 février 1950 (Arrêté)                      |
| Sorel-le-Grand                                                    | Fins                                                              | Section du Petit-Sorel | 21 novembre 1922 (Décret)                     |
| Saint-Quentin-en-Tourmont                                         | Quend                                                             | Portion de la Garenne | 1er septembre 1899 (Décret)                   |
| Quend                                                             | Saint-Quentin-en-Tourmont                                         | Portion de la Haye-Pénec | 1er septembre 1899 (Décret)                   |
| Le Tréport (département de la Seine-Maritime)                     | Mers                                                              | | 27 mai 1891 (Loi)                             |
| Saveuse                                                           | Ferrières                                                         | Hameau du Petit-Saveuse | 7 août 1882 (Loi)                             |
| Oust-Marest                                                       | Méneslies                                                         | Section de Campagne | 24 juin 1870 (Décret)                         |
| Marlers Frettemolle                                               | Frettemolle Marlers                                               | | 1er février 1862 (Décret)                     |
| Poulainville                                                      | Bertangles                                                        | Hameau du Petit-Poulainville | 27 juin 1843 (Loi)                            |
| Mers                                                              | Le Tréport (département de la Seine-Maritime)                     | | 27 juin 1837 (Loi)                            |
| Peuilly                                                           | Trefcon (département de l'Aisne)                                  | | 20 juin 1836 (Loi)                            |
| Gamaches                                                          | Longroy (département de la Seine-Maritime)                        | | 11 mai 1836 (Loi)                             |
| Villeselve (département de l'Oise) Brouchy                        | Brouchy Villeselve (département de l'Oise)                        | Limite fixée par les chemins de Nesle et de Colzy à Brouchy                                                                      | 15 octobre 1804 (Décret) 23 vendémiaire an 13 |
| Nampont-Saint-Firmin Tigny-Noyelle (département du Pas-de-Calais) | Tigny-Noyelle (département du Pas-de-Calais) Nampont-Saint-Firmin | | 20 décembre 1803 (Arrêté) (28 frimaire an 12) |
| Golancourt (département de l'Oise) Brouchy                        | Brouchy Golancourt (département de l'Oise)                        | Limite fixée aux bâtiments de la ferme de Bosmont et le chemin de Ham                                                            | 1er novembre 1803 (Arrêté) 9 frimaire an 12   |
| Ercheu                                                            | Frétoy (département de l'Oise)                                    | Bois de Noyon | 26 février 1803 (Arrêté) 7 ventôse an 11      |
| Morvillers                                                        | Quincampoix (département de l'Oise)                               | | 4 janvier 1803 (Arrêté) 14 nivôse an 11       |
| Gauville                                                          | Aumale (département de la Seine-Maritime)                         | Ferme du Bois-Robin | 4 mars 1802 (Arrêté) (13 ventôse an 10)       |
| Morvillers                                                        | Aumale (département de la Seine-Maritime)                         | Ferme du Bois-Robin | 4 mars 1802 (Arrêté) (13 ventôse an 10)       |